# Open Sesame (manga)
Pour l’article homonyme, voir Open Sesame.
Open Sesame est un manga de type shōnen écrit et dessiné par Kawakata Kaoru. Il a été prépublié dans le magazine Magazine Special entre le 16 mars 2001 et le 16 juin 2008 et édité par Kōdansha.

## Synopsis
Danjou Yamato, un élève dans le secondaire champion de boxe vivant à la campagne doit déménager à Tokyo. Il est alors transféré dans une ancienne école de filles.